# مبدأ الحركة الأقل
في الكيمياء العضوية، مبدأ الحركة الأقل هو الفرضية القائلة بأنه عندما يمكن نظرياً أن تتشكل أنواع متعددة ذات هياكل نووية مختلفة كمنتجات لتفاعل كيميائي معين، فإن الأرجح أن يكون الشكل هو الذي يتطلب أقل قدر من التغيير في الهيكل النووي أو أصغر تغيير في المواقع النووية.